# 부활 찬송
부활 찬송(Exsultet)은 로마 미사 예식의 부활 미사 기간 동안 보조자가 이상적으로는 부활초 앞에 드리는 긴 찬송이다. 집사가 없을 때에는 사제 나 칸토르가 이 노래를 부를 수 있다. 그것은 미사가 시작되기 전에 부활초와 함께 행렬 후에 노래한다. 그것은 또한 성공회 와 다양한 루터교 교회뿐만 아니라 다른 서방 기독교 교단에서도 사용된다.
성주간 예식의 1955년 개정 이후, 로마 미사 경본에서는 Exsultet 에 Praeconium (선포 또는 찬양)이라는 칭호를 명시적으로 부여한다. 로마 밖에서는 유월절 양초를 사용하는 것이 이탈리아, 갈리아, 스페인에서 매우 오래된 전통이었던 것으로 보인다.